# Bahnrad-Weltcup 1999
Der UCI-Bahnrad-Weltcup 1999 war ein Wettbewerb im Bahnradsport, der aus mehreren Läufen bestand und zwischen dem 21. Mai und 6. September 1999 ausgetragen wurde.

## Resultate

### Männer
| Disziplin                                        | Sieger                                                                             | Zweiter                                                                              | Dritter                                                                         |
| Mexiko-Stadt Mexiko – 21. bis 23. Mai            | Mexiko-Stadt Mexiko – 21. bis 23. Mai                                              | Mexiko-Stadt Mexiko – 21. bis 23. Mai                                                | Mexiko-Stadt Mexiko – 21. bis 23. Mai                                           |
| ------------------------------------------------ | ---------------------------------------------------------------------------------- | ------------------------------------------------------------------------------------ | ------------------------------------------------------------------------------- |
| 1000-Meter-Zeitfahren                            | Hervé Thuet                                                                        | Jason Queally                                                                        | Matthew Sinton                                                                  |
| Keirin                                           | Roberto Chiappa                                                                    | Marty Nothstein                                                                      | Jan van Eijden                                                                  |
| Sprint                                           | Jan van Eijden                                                                     | Darryn Hill                                                                          | Marty Nothstein                                                                 |
| Teamsprint                                       | Vereinigtes Königreich Craig MacLean Jason Queally Chris Hoy                       | Polen Konrad Czajkowski Grzegorz Krejner Marcin Mientki                              | Spanien José Antonio Escuredo Salvador Melía José Antonio Villanueva            |
| Einerverfolgung                                  | Francis Moreau                                                                     | Robert Karsnicki                                                                     | Franco Marvulli                                                                 |
| Mannschaftsverfolgung                            | Frankreich Christophe Moreau Philippe Ermenault Damien Pommereau Cyril Bos         | Neuseeland Lee Maxwell Vertogen Brendon Mark Cameron Tim Carswell Greg Henderson     | Kolumbien Luis Felipe Laverde Victor Harrera Juan Alzate Jhon García            |
| Punktefahren                                     | Franco Marvulli                                                                    | James Carney                                                                         | Alexei Garanin                                                                  |
| Zweier-Mannschaftsfahren                         | Spanien Joan Llaneras Miguel Alzamora                                              | Russland Oleg Grischkin Andrei Minaschkin                                            | Neuseeland Tim Carswell Greg Henderson                                          |
| Frisco, Vereinigte Staaten – 28. bis 30. Mai     |                                                                                    |                                                                                      |                                                                                 |
| 1000-Meter-Zeitfahren                            | Sören Lausberg                                                                     | Shane Kelly                                                                          | Grzegorz Krejner                                                                |
| Keirin                                           | Laurent Gané                                                                       | Roberto Chiappa                                                                      | Jan van Eijden                                                                  |
| Sprint                                           | Laurent Gané                                                                       | Marty Nothstein                                                                      | Jan van Eijden                                                                  |
| Teamsprint                                       | Polen Marcin Mientki Grzegorz Krejner Konrad Czajkowski                            | Australien Danny Day Gary Neiwand Shane Kelly                                        | Deutschland Jan van Eijden René Wolff Sören Lausberg                            |
| Einerverfolgung                                  | Christian Vande Velde                                                              | Mauro Trentini                                                                       | Luke Roberts                                                                    |
| Mannschaftsverfolgung                            | Australien Nigel Grigg Brett Lancaster Luke Roberts Graeme Brown                   | Frankreich Cyril Bos Philippe Ermenault Francis Moreau Damien Pommereau              | Vereinigte Staaten Tommy Mulkey Mike Tillman Adam Laurent Christian Vande Velde |
| Punktefahren                                     | Kanada Brian Walton                                                                | Luis Fernando Sepúlveda                                                              | Franz Stocher                                                                   |
| Zweier-Mannschaftsfahren                         | Argentinien Juan Esteban Curuchet Gabriel Curuchet                                 | Spanien Isaac Gálvez Miguel Alzamora                                                 | Österreich Roland Garber Franz Stocher                                          |
| Valencia, Spanien – 18. bis 20. Juni             |                                                                                    |                                                                                      |                                                                                 |
| 1000-Meter-Zeitfahren                            | Jason Queally                                                                      | Stefan Nimke                                                                         | Damien Gerard                                                                   |
| Keirin                                           | Frédéric Magné                                                                     | Jens Fiedler                                                                         | David Cabrero                                                                   |
| Sprint                                           | Florian Rousseau                                                                   | Jens Fiedler                                                                         | Roberto Chiappa                                                                 |
| Teamsprint                                       | Deutschland Jens Fiedler Eyk Pokorny Stefan Nimke                                  | Frankreich Damien Gerard Florian Rousseau Frédéric Magné                             | Polen Grzegorz Krejner Bartlomiej Saczuk Marcin Mientki                         |
| Einerverfolgung                                  | Robert Bartko                                                                      | Serhij Matwjejew                                                                     | Mauro Trentini                                                                  |
| Mannschaftsverfolgung                            | Deutschland Thorsten Rund Christian Lademann Daniel Becke Guido Fulst              | Ukraine Oleksandr Symonenko Ruslan Pidhornyj Serhij Tschernjawskyj Oleksandr Fedenko | Italien Mario Benetton Cristian Bianchini Mauro Trentini Cristiano Citton       |
| Punktefahren                                     | Wassyl Jakowlew                                                                    | Kouji Yoshii                                                                         | Matthew Gilmore                                                                 |
| Zweier-Mannschaftsfahren                         | Argentinien Juan Esteban Curuchet Gabriel Curuchet                                 | Deutschland Guido Fulst Thorsten Rund                                                | Dänemark Jimmi Madsen Anders Kristensen                                         |
| Fiorenzuola d’Arda, Italien – 27. bis 29. August |                                                                                    |                                                                                      |                                                                                 |
| 1000-Meter-Zeitfahren                            | Sören Lausberg                                                                     | Dimitris Georgalis                                                                   | Ihor Trojanowsk                                                                 |
| Keirin                                           | wegen Regens ausgefallen                                                           | wegen Regens ausgefallen                                                             | wegen Regens ausgefallen                                                        |
| Sprint                                           | Roberto Chiappa                                                                    | Laurent Gané                                                                         | Ainārs Ķiksis                                                                   |
| Teamsprint                                       | Vereinigtes Königreich Craig MacLean Chris Hoy Jason Queally                       | Spanien José Manuel Moreno Diego Ortega José Antonio Escuredo                        | Griechenland Dimitris Georgalis Lambros Vasilopoulos George Himonetos           |
| Einerverfolgung                                  | Jens Lehmann                                                                       | Alexei Markow                                                                        | Andrea Collinelli                                                               |
| Mannschaftsverfolgung                            | Ukraine Serhij Tschernawski Oleksandr Fedenko Serhij Matwjejew Oleksandr Symonenko | Italien Andrea Collinelli Mirko Crepaldi Cristiano Citton Marco Villa                | Russland Wladislaw Borissow Alexei Markow Wladimir Karpez Denis Smyslow         |
| Punktefahren                                     | Silvio Martinello                                                                  | Cho Ho-sung                                                                          | Jakob Piil                                                                      |
| Zweier-Mannschaftsfahren                         | Australien Brett Aitken Scott McGrory                                              | Italien Silvio Martinello Marco Villa                                                | Belgien Etienne De Wilde Matthew Gilmore                                        |
| Cali, Kolumbien – 4. bis 6. September            |                                                                                    |                                                                                      |                                                                                 |
| 1000-Meter-Zeitfahren                            | Arnaud Tournant                                                                    | Bloch Garen                                                                          | Neil Campbell                                                                   |
| Keirin                                           | Shinichi Ota                                                                       | José Antonio Escuredo                                                                | Christian Marcelo Arrue                                                         |
| Sprint                                           | Mickaël Bourgain                                                                   | Vincent Le Quellec                                                                   | Christian Marcelo Arrue                                                         |
| Teamsprint                                       | Frankreich Arnaud Tournant Mickaël Bourgain Vincent Le Quellec                     | Slowakei Jaroslav Jerabek Peter Bazalik Jan Lepka                                    | Vereinigtes Königreich Craig MacLean Neil Campbell Craig Percival               |
| Einerverfolgung                                  | Stefan Steinweg                                                                    | Luke Roberts                                                                         | Mariano Friedick                                                                |
| Mannschaftsverfolgung                            | Australien Luke Roberts Brett Lancaster Graeme Brown Nigel Grigg                   | Dänemark Sandström Jimmi Madsen Jacob Nielsen Jakob Piil                             | Spanien Carlos Torrent Joan Llaneras Nuria Florencio Santos González            |
| Punktefahren                                     | Juan Esteban Curuchet                                                              | Zbigniew Wyrzykowski                                                                 | Nigel Grigg                                                                     |
| Zweier-Mannschaftsfahren                         | Spanien Joan Llaneras Miquel Alzamora                                              | Argentinien Gabriel Curuchet Juan Esteban Curuchet                                   | Deutschland Stefan Steinweg Mario Vonhof                                        |
| Gesamtresultate                                  |                                                                                    |                                                                                      |                                                                                 |
| 1000-Meter-Zeitfahren                            | Sören Lausberg                                                                     | Grzegorz Krejner punktgleich mit Jason Queally                                       | Grzegorz Krejner punktgleich mit Jason Queally                                  |
| Keirin                                           | Roberto Chiappa                                                                    | Marty Nothstein                                                                      | Jan van Eijden                                                                  |
| Sprint                                           | Jan van Eijden                                                                     | Roberto Chiappa                                                                      | Laurent Gané                                                                    |
| Teamsprint                                       | Vereinigtes Königreich                                                             | Spanien punktgleich mit Polen                                                        | Spanien punktgleich mit Polen                                                   |
| Einerverfolgung                                  | Luke Roberts punktgleich mit Mauro Trentini                                        | Luke Roberts punktgleich mit Mauro Trentini                                          | Franco Marvulli                                                                 |
| Mannschaftsverfolgung                            | Frankreich                                                                         | Spanien                                                                              | Australien                                                                      |
| Punktefahren                                     | Cho Ho-sung punktgleich mit Zbigniew Wyrzykowski                                   | Cho Ho-sung punktgleich mit Zbigniew Wyrzykowski                                     | James Carney                                                                    |
| Zweier-Mannschaftsfahren                         | Argentinien punktgleich mit Spanien                                                | Argentinien punktgleich mit Spanien                                                  | Australien                                                                      |

### Frauen
| Disziplin                                        | Siegerin                               | Zweite                                 | Dritte                                 |
| Mexiko-Stadt, Mexiko – 21. bis 23. Mai           | Mexiko-Stadt, Mexiko – 21. bis 23. Mai | Mexiko-Stadt, Mexiko – 21. bis 23. Mai | Mexiko-Stadt, Mexiko – 21. bis 23. Mai |
| ------------------------------------------------ | -------------------------------------- | -------------------------------------- | -------------------------------------- |
| 500-Meter-Zeitfahren                             | Tanya Dubnicoff                        | Nancy Contreras                        | Oxana Grischina                        |
| Sprint                                           | Tanya Dubnicoff                        | Jennie Reed                            | Oxana Grischina                        |
| Einerverfolgung                                  | Rasa Mazeikyte                         | Yvonne McGregor                        | Leontien Zijlaard-van Moorsel          |
| Punktefahren                                     | Mandy Poitras                          | Antonella Bellutti                     | Olga Sljussarewa                       |
| Frisco, Vereinigte Staaten – 28. bis 30. Mai     |                                        |                                        |                                        |
| 500-Meter-Zeitfahren                             | Félicia Ballanger                      | Tanya Dubnicoff                        | Hiang Cuihua                           |
| Sprint                                           | Félicia Ballanger                      | Tanya Dubnicoff                        | Wang Yan                               |
| Einerverfolgung                                  | Erin Mirabella                         | Sarah Ulmer                            | Natalja Karimowa                       |
| Punktefahren                                     | Olga Sljussarewa                       | Alayna Burns                           | Anke Wichmann                          |
| Valencia, Spanien – 18. bis 20. Juni             |                                        |                                        |                                        |
| 500-Meter-Zeitfahren                             | Félicia Ballanger                      | Jiang Cuihua                           | Nancy Contreras                        |
| Sprint                                           | Félicia Ballanger                      | Jennie Reed                            | Magali Faure                           |
| Einerverfolgung                                  | Rasa Mazeikyte                         | Judith Arndt                           | Lucy Tyler-Sharman                     |
| Punktefahren                                     | Belem Guerrero                         | Judith Arndt                           | Antonella Bellutti                     |
| Fiorenzuola d’Arda, Italien – 27. bis 29. August |                                        |                                        |                                        |
| 500-Meter-Zeitfahren                             | wegen Regens ausgefallen               | wegen Regens ausgefallen               | wegen Regens ausgefallen               |
| Sprint                                           | Félicia Ballanger                      | Wang Yan                               | Jiang Cuihua                           |
| Einerverfolgung                                  | Leontien Zijlaard-van Moorsel          | Marion Clignet                         | Jelena Tschalych                       |
| Punktefahren                                     | Jelena Tschalych                       | Antonella Bellutti                     | Magali Faure                           |
| Cali, Kolumbien – 4. bis 6. September            |                                        |                                        |                                        |
| 500-Meter-Zeitfahren                             | Tanya Dubnicoff                        | Kathrin Freitag                        | Jiang Cuihua                           |
| Sprint                                           | Tanya Dubnicoff                        | Michelle Ferris                        | Tanya Lindenmuth                       |
| Einerverfolgung                                  | Marion Clignet                         | Sarah Ulmer                            | Natalja Karimowa                       |
| Punktefahren                                     | Marion Clignet                         | Belem Guerrero                         | Edita Kubelskiene                      |
| Gesamtresultate                                  |                                        |                                        |                                        |
| 500-Meter-Zeitfahren                             | Tanya Dubnicoff                        | Jiang Cuihua                           | Félicia Ballanger                      |
| Sprint                                           | Félicia Ballanger                      | Tanya Dubnicoff                        | Wang Yan                               |
| Einerverfolgung                                  | Rasa Mazeikyte                         | Marion Clignet                         | Sarah Ulmer                            |
| Punktefahren                                     | Antonella Bellutti                     | Belem Guerrero                         | Olga Sljussarewa                       |

## Nationenwertung
| Rank | Nation                 | Points |
| ---- | ---------------------- | ------ |
| 1    | Frankreich             | 384    |
| 2    | Deutschland            | 293    |
| 3    | Vereinigte Staaten     | 270    |
| 4    | Australien             | 206    |
| 5    | Italien                | 201    |
| 6    | Spanien                | 172    |
| 7    | Vereinigtes Königreich | 171    |
| 8    | Russland               | 163    |
| 9    | Neuseeland             | 130    |
| 10   | Kanada                 | 123    |